# هنریت هنریکسن
هنریت هنریکسن (انگلیسی: Henriette Henriksen؛ زادهٔ ۱۲ ژوئن ۱۹۷۰) بازیکن هندبال اهل نروژ است.